# Katarina Čas
Katarina Čas (Slovenj Gradec, 23 september 1976) is een Sloveens actrice.